# 若澤 (巴西親王)
若澤（葡萄牙語：José，1761年8月20日—1788年9月11日），巴西親王，布拉干薩公爵，葡萄牙國王佩德罗三世與女王玛丽亚一世之長子。
1777年，若澤(15歲)與自己的阿姨瑪麗亞·貝內迪塔(30歲)結婚，兩人無任何子女。1788年若澤因天花過世，弟弟若昂王子成為王位繼承人，即日後的若昂六世。